# Ack! vad jag hatar den man
Ack! vad jag hatar den man är en dikt av Erik Johan Stagnelius. I dikten går författaren hårt åt den som i den älskade ser ett statusobjekt, någonting att pråla med. Ära vill han söka av annat, men i kärleken endast lycka och glädje.